# Museo Nivola
Il museo Nivola si trova a Orani, in via Gonare, con sede nell'antico lavatoio. Il museo è dedicato all'esposizione di opere scultoree dell'artista Costantino Nivola, nativo di Orani, ed è gestito dall'ente "Fondazione Costantino Nivola".
L'antico lavatoio venne appositamente restaurato dagli architetti Peter Chermayeff e Umberto Floris per ospitare il museo, inaugurato nel 1995. L'edificio è a pianta rettangolare, con copertura a capriate, caratterizzato da numerose aperture archivoltate, che rendono luminoso l'interno. All'esterno si trova un cortile selciato, una fontana e la canaletta per lo scolo dell'acqua.
Il museo è nato nel 1994, pochi anni dopo la morte di Costantino Nivola (1911 – 1988), e da allora ha continuato ad espandersi. La collezione permanente può vantare centinaia di opere scultoree e grafiche di Nivola, che giocò un ruolo unico nel modernismo del XX secolo, lavorando a stretto contatto con gli architetti.
Oltre all'opera di Nivola, il museo ospita mostre temporanee centrate in prevalenza sul rapporto fra l'arte, l'architettura e il paesaggio, con un focus speciale su artisti e movimenti vicini a Nivola, la cui cerchia di amicizie includeva Le Corbusier, Jackson Pollock, Saul Steinberg, Willem de Kooning, Alexander Calder e molti altri protagonisti dell'arte del modernismo.

## La Collezione
Il Museo conserva la più importante collezione al mondo delle opere di Costantino Nivola tra sculture e dipinti, più di 200 opere acquisite attraverso successive donazioni. La scelta iniziale, compiuta dalla vedova dell'artista Ruth Guggenheim, ha privilegiato l'opera scultorea di Nivola e particolarmente la fase finale del suo percorso, caratterizzata da un ritorno alla statuaria – con la serie delle Madri e delle Vedove – e ai materiali nobili della scultura tradizionale.
A questo nucleo si sono poi aggiunti un gruppo di piccole opere in terracotta risalenti agli anni Sessanta e Settanta (Letti, Spiagge, Piscine), alcuni lavori in lamiera ritagliata e modellata degli anni Cinquanta (Antenati), una selezione della produzione pittorica e diversi modelli per progetti pubblici di varie epoche (rilievi realizzati col sandcasting e modelli tridimensionali per monumenti, in gesso e altri materiali). Il museo possiede inoltre una raccolta di opere grafiche, esposte a rotazione.

## L'Architettura

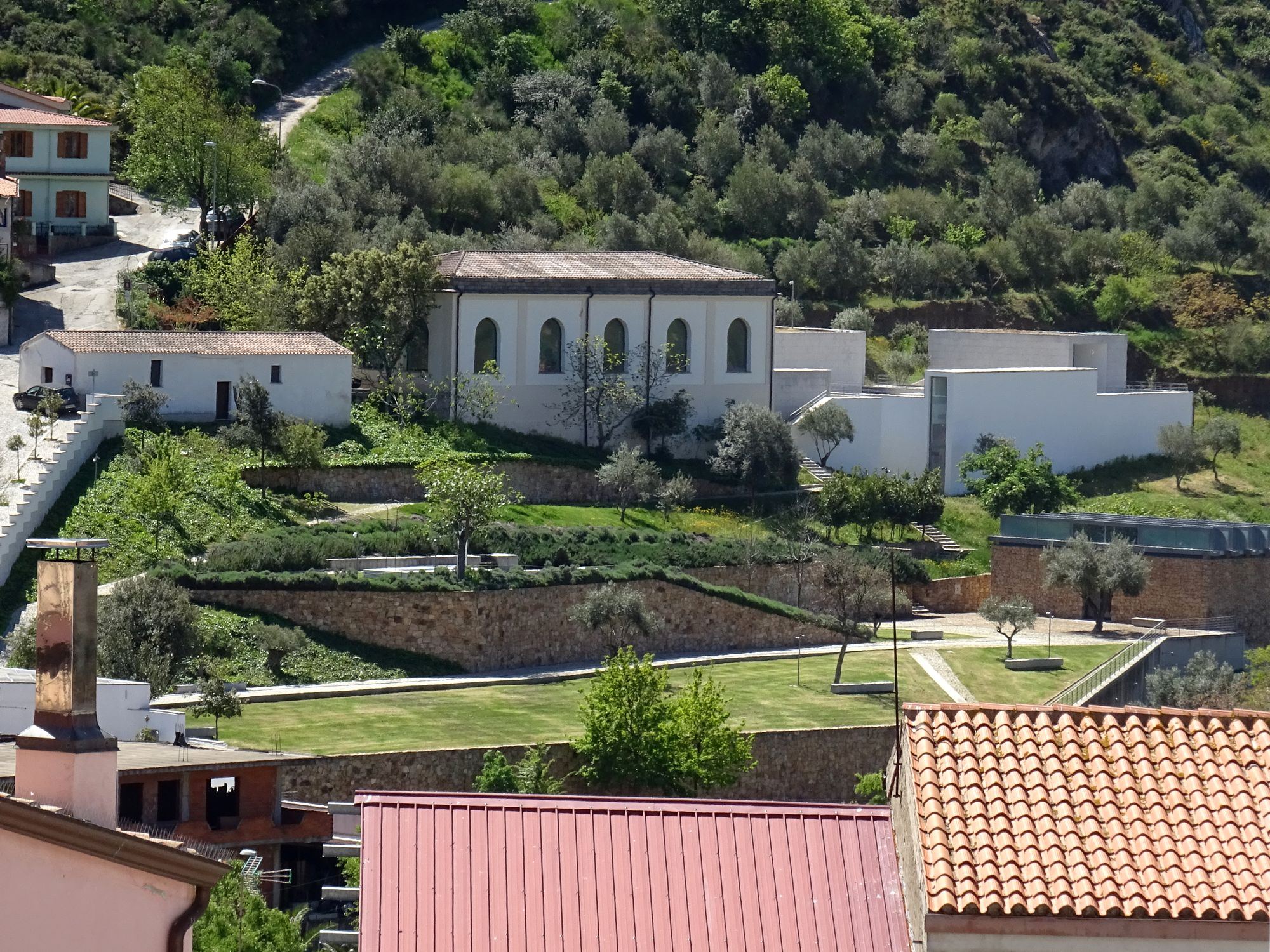
Orani - Museo Nivola

Il museo nasce nel 1995 dalla ristrutturazione, su progetto di Peter Chermayeff e Umberto Floris, del vecchio lavatoio di Orani, caro a Nivola in quanto luogo-simbolo dell'antica vita comunitaria del paese. Sito in posizione panoramica su una collina, include entro il proprio recinto la sorgente Su Càntaru.
Nel 2004 gli spazi espositivi sono stati ampliati con la costruzione, nell'area verde sottostante il lavatoio, di un padiglione disegnato ancora da Chermayeff e inizialmente destinato a contenere i sandcast. Infine, nel 2012, a seguito di un concorso internazionale vinto da Gianfranco Crisci, il complesso è stato integrato dall'aggiunta di una terza e più ampia struttura parzialmente interrata, posta in fondo al piazzale panoramico su cui sorge il lavatoio e ad esso congiunta da una scala interna.
I tre corpi del museo si caratterizzano per concezioni architettoniche distinte: mentre l'ex lavatoio aggiorna e rifunzionalizza uno spazio preesistente di impianto basilicale con tetto a capriate e ampi finestroni centinati, il padiglione sottostante combina l'asciutto blocco dell'esterno, coronato da un tetto a shed, con ampie arcate che tripartiscono l'interno riecheggiando il ritmo dei finestrati del lavatoio. L'ampliamento di Crisci, infine, adagia sul declivio della collina una serie articolata di volumi regolari, dinamizzati da geometrie sbieche.
Il piazzale al centro del complesso, attraversato da una riga d'acqua proveniente dall'antica fonte e prospiciente il suggestivo panorama della vallata, è insieme al parco un elemento chiave dell'insediamento museale e, come questo, ospita alcune sculture.
Nel 2009 è stato inaugurato il parco che circonda il museo e che attraverso scale e terrazzamenti ne collega i padiglioni posti a diversi livelli. Nel parco sono collocate alcune sculture e una fontana monumentale su disegno di Costantino Nivola.

## Elenco delle opere esposte
- Manovale, cemento, 1974
- Vedova, bronzo, 1980 - 1984
- Figura Maschile, travertino, 1981 - 1985
- Figura Femminile, travertino, 1981-85
- Madre, marmo, 1981-85
- Su Muru Pringiu, pietra di Trani, 1981 - 1987
- opera senza titolo, marmo, 1984 - 85
- Figura Femminile, bronzo, 1984 - 1986
- Magna Mater, pietra di Trani, 1984-86
- Bozzetto murale per lo show room Olivetti, tecnica sand casting, 1953
- Ritratto della Madre e del Fratello, bronzo, 1957
- Modello per il Monumento alla Brigata Sassari, bronzo, 1963
- Spiagge, terracotta, 1972
- Maestro Muratore, cemento, 1974
- Due Figure, marmo, 1981 - 85
- Il Costruttore, bronzo, 1981 - 85
- Figura, bronzo, 1982
- Figura Femminile, bronzo, 1982
- Madre, bronzo, 1982
- Madre, bronzo, 1982
- Senza titolo, bronzo, 1982
- Vedova, bronzo, 1982
- Madre, marmo, 1982 - 1987
- Vedova, marmo, 1982 - 87
- Lavoratori, bronzo, 1983
- Madre, bronzo, 1984
- Madre, bronzo, 1984
- Senza Titolo, bronzo, 1984
- Vedova, bronzo, 1984
- Vedova, bronzo, 1984 - 85
- Senza titolo, marmo, 1986 - 87
- Figura Femminile, marmo, 1987